# Horatio Caro
Pour les articles homonymes, voir Caro.
Horatio Caro, né le 5 juillet 1862 à Newcastle upon Tyne et mort le 15 décembre 1920 à Londres, est un joueur d'échecs anglais installé à Berlin. Il a donné son nom à la défense Caro-Kann qu'il fut un des premiers à étudier.

## Carrière aux échecs
Caro a passé la plupart de sa carrière échiquéenne à Berlin. Il remporta le premier tournoi d'hiver de Berlin en 1888 (+8 –1 =2) devant Jacques Mieses. En 1888-1889, il finit troisième du championnat de Berlin remporté par Emil Schallopp devant Theodor von Scheve. En juillet 1890, il finit troisième-quatrième du tournoi de Berlin remporté par Emanuel Lasker et Berthold Lasker. La même année, il termina deuxième d'un tournoi à handicap disputé à Berlin. En 1890-1891, il finit deuxième du tournoi d'hiver de Berlin remporté par Richard Teichmann. En 1891-1892, il remporta le tournoi d'hiver de Berlin devant Berthold Lasker. En 1894, il remporta le tournoi d'été de Berlin (+4 =2) puis il finit troisième du tournoi d'hiver 1894-1895. Il remporta le tournoi d'hiver en 1898-1899. 
Les tournois les plus importants auxquels il participa furent : le tournoi de maîtres de Berlin 1897 remporté par Charousek devant Walbrodt, Blackburne, Janowski, Burn, Alapine, Marco et Schlechter, où il termina neuvième (+4 –4 =8) devant Mikhaïl Tchigorine et le tournoi de Vienne 1898 où il termina dix-septième (+6 –17 =13).
En 1898, il joua dans l'équipe de Grande Bretagne lors du match radio contre les États-Unis.
À partir de 1892, Caro disputa de nombreux matchs contre Curt von Bardeleben, contre Winawer, Mieses

## Contributions à la théorie des ouvertures
Son nom a été donné à la défense Caro-Kann : 1. e4 c6.
Dans les numéros d'octobre et novembre 1886 de la revue hebdomadaire Brüdershaft, Caro fit une analyse de cette ouverture utilisée par lui  dans des parties contre  von Bardeleben, Münchoff, Berthold Lasker  disputées à Berlin. Caro continua l'étude de l'ouverture dans les numéros de la revue parus en 1887 et 1888.
La défense Caro est une variante du début Ponziani qu'il étudia et recommanda dans le Deutsches Wochenschach en 1893 : 1. e4 e5 ; 2. Cf3 Cc6 ; 3. c3 d5 ; 4. Da4 Fd7.